# Mercedes Hernández de Silva
Mercedes Hernández de Silva es una política venezolana. Fue la primera alcaldesa electa por voto directo del municipio El Hatillo luego de su creación, en el estado Miranda, al igual que la primera mujer electa al cargo.

## Carrera
A los 20 años sirvió como concejal de Charallave, población de la que era originaria, y trabajó como vendedora de timbres fiscales en el Ministerio de Hacienda mientras terminaba sus estudios de derecho. Se graduó como abogada en 1972 y en 1974 contrajo matrimonio.
Fue la primera mujer en ganar las elecciones internas del partido para postularse a un cargo público, la primera alcaldesa electa por voto directo del municipio El Hatillo luego de su creación, en el estado Miranda, al igual que la primera mujer electa al cargo. Mercedes debió asumir la alcaldía sin recursos ni inmobiliario debido a la adquisición reciente de autonomía del municipio; entre las acciones durante su gestión estuvo la recuperación del Cementerio del Este de Caracas con la finalidad de la recaudación de impuestos municipales.
En 2012 diputados del Consejo Legislativo de Miranda y concejales del Concejo Municipal de El Hatillo galardonaron a Mercedes con la Orden Sebastián Francisco de Miranda.
El 11 de marzo de 2016 fue hospitalizada en terapia intensiva en el Centro Médico Docente La Trinidad, bajo un coma inducido, donde permaneció por once días antes de que le dieran de alta.
Mercedes también ha sido presidenta de la Fundación Hatillana de Atención a la Infancia y a la Familia (FUNDHAINFA) y representante de la asociación civil Encuentro Hatillano.

## Condecoraciones
- Orden Sebastián Francisco de Miranda (2012)